# André Smets
Pour les articles homonymes, voir Smets.
André Smets, né le 5 juillet 1943 à Liège et mort le 29 décembre 2019, est un homme politique belge wallon, membre du PSC.
Il est licencié en histoire et directeur d'école.

## Fonctions politiques
- Député fédéral du 13 juin 1999 au 10 avril 2003.
- Ancien échevin de Herve.
- Bourgmestre de Herve.